# Markus Krüger

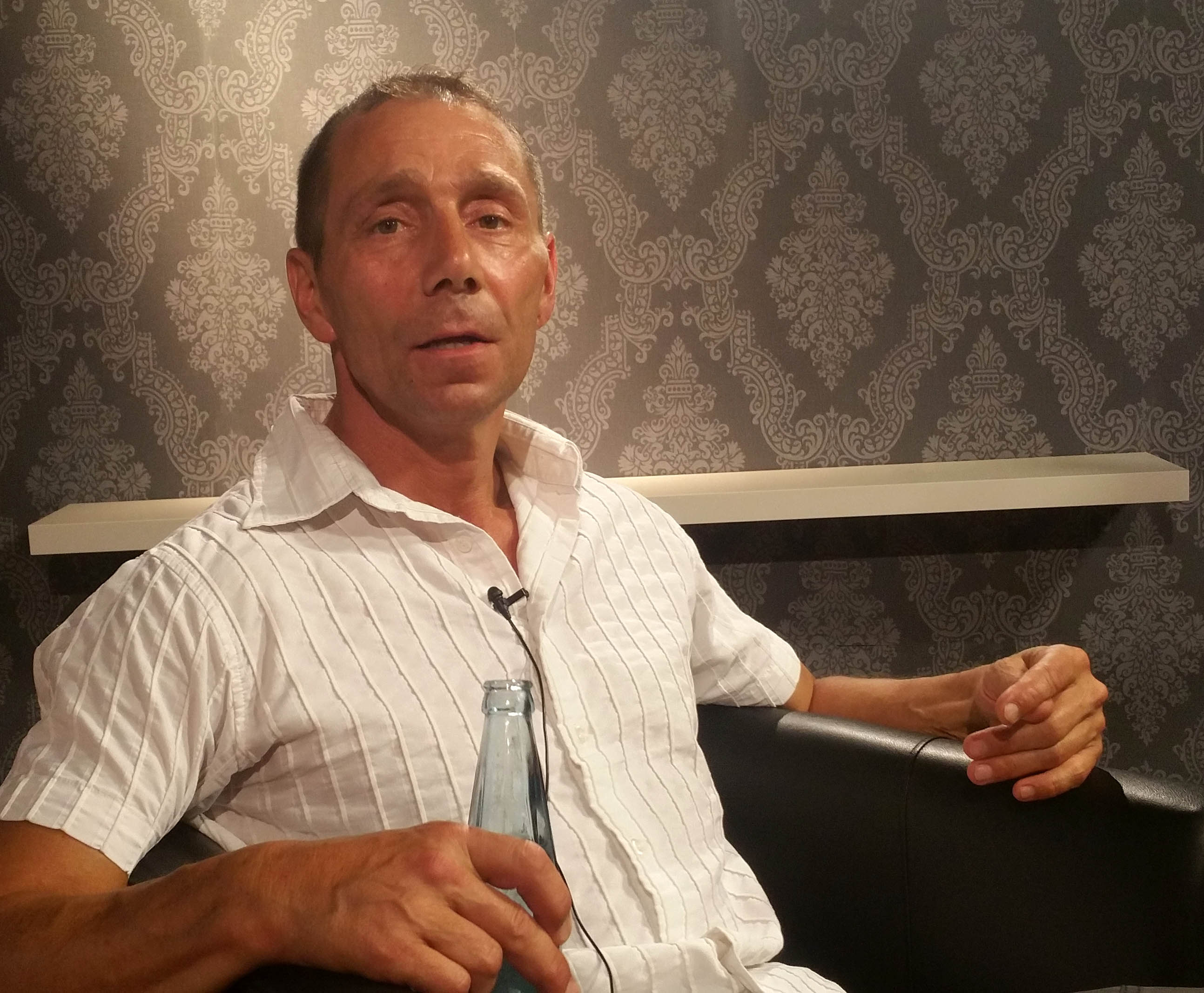
Markus Krüger im Jahr 2016

Markus Krüger (* 1965 in Hamburg) ist ein deutscher ehemaliger Schauspieler und Kinderdarsteller.

## Leben
Krüger wurde in den 1970er Jahren bekannt als Kinderdarsteller in der Kinderserie Sesamstraße und erreichte hierdurch schnell eine enorme Popularität. Er wuchs als Kind von in Scheidung lebender Eltern in Hamburg auf. Bis zu seinem vierzehnten Lebensjahr drehte er vielfach in den Schulferien für die Sesamstrasse, bekam aber auch weitere Angebote, wie z. B. die Rolle des Timm Thaler im gleichnamigen Weihnachtsmehrteiler des ZDF. Da die Schulbehörde jedoch wegen sich verschlechternder Noten weitere Tätigkeit Krügers als Schauspieler während der Schulzeit verbot, beendete er seine Fernsehkarriere nach drei Jahren. Auf Wunsch seines Vaters, der wie mehrere Generationen seiner Vorfahren als Schlosser bei Blohm + Voss beschäftigt war, machte auch Markus Krüger nach dem Schulabschluss eine Ausbildung als Schlosser bei der Werft. Krüger betätigte sich nach der Schauspielerei erfolgreich als Amateurfußballer und Leichtathlet.
Er arbeitete nach einer Ausbildung zum Restaurantfachmann in Hamburg, Heiligendamm und auf Mallorca und ist heute in einem inklusiven Gastronomiebetrieb tätig.

## Rolle des Bumfidel in der Sesamstrasse
In der Originalsendung aus den USA gab es neben den bekannten Puppenszenen auch Realfilme aus dem Alltag amerikanischer Kinder. Diese fanden die deutschen Macher der Sesamstraße zu weit entfernt von der Erlebniswelt der deutschen Kinder. Zudem rief besonders die Figur des Oscar in der Mülltonne bei Eltern vehemente Proteste hervor. Man entwickelte so die Figur eines Jungen mit dem ungewöhnlichen Namen Bumfidel. Maßgeblich beteiligt an diesen Geschichten war der Regisseur Jan Harloff. Ab 1976 spielte Markus Krüger diesen Jungen, der allein mit seiner Mutter (gespielt von Ingeburg Kanstein) in Hamburg aufwächst.